# 保健師助産師看護師学校養成所指定規則
保健師助産師看護師学校養成所指定規則（ほけんしじょさんしかんごしがっこうようせいじょしていきそく）は、保健師助産師看護師法に基づき定められた文部科学省と厚生労働省の共同省令である。1951年（昭和26年）8月10日に昭和26年文部省・厚生省令第1号として制定された際の題名は「保健婦助産婦看護婦学校養成所指定規則」であり、保健婦、助産婦、看護婦が保健師、助産師、看護師になった際の改正で現在の題名となった。

## 保健師学校養成所における教育内容
- 公衆衛生看護学
  - 公衆衛生看護学概論
  - 個人・家族・集団・組織の支援
  - 公衆衛生看護活動展開論
  - 公衆衛生看護管理論
- 疫学
- 保健統計学
- 保健医療福祉行政論
- 臨地実習
  - 公衆衛生看護学実習
    - 個人・家族・集団・組織の支援実習
    - 公衆衛生看護活動展開論実習
    - 公衆衛生管理論実習

## 助産師学校養成所における教育内容
- 基礎助産学
- 助産診断・技術学
- 地域母子保健
- 助産管理
- 臨地実習
  - 助産学実習

## 看護師学校養成所における教育内容
- 基礎分野
  - 科学的思考の基盤
  - 人間と生活・社会の理解
- 専門基礎分野
  - 人体の構造と機能
  - 疫病の成り立ちと回復の促進
  - 健康支援と社会保障制度
- 専門分野Ⅰ
  - 基礎看護学
  - 臨地実習
    - 基礎看護学実習
- 専門分野Ⅱ
  - 成人看護学
  - 老年看護学
  - 小児看護学
  - 母性看護学
  - 精神看護学
  - 臨地実習
    - 成人看護学実習
    - 老年看護学実習
    - 小児看護学実習
    - 母性看護学実習
    - 精神看護学実習
- 統合分野
  - 在宅看護論
  - 看護の統合と実践
  - 臨地実習
    - 在宅看護論実習
    - 看護の統合と実践実習

## 准看護師学校養成所における教育内容
- 基礎科目 
  - 国語
  - 外国語
  - その他
- 専門基礎科目 
  - 人体の仕組みと働き
  - 食生活と栄養
  - 薬物と看護
  - 疾病の成り立ち
  - 感染と予防
  - 看護と倫理
  - 患者の心理
  - 保健医療福祉の仕組み
  - 看護と法律
- 専門科目 
  - 基礎看護　
    - 看護概論
    - 基礎看護技術
    - 臨床看護概論

  - 成人看護
  - 老年看護
  - 母子看護
  - 精神看護
  - 臨地実習
    - 基礎看護実習
    - 成人看護・老年看護実習
    - 母子看護実習
    - 精神看護実習